# Николас Домингез
Николас Мартин Домингез (шп. Nicolás Martín Domínguez; Аедо, 28. јун 1998) је аргентински фудбалер који тренутно наступа за Нотингем Форест. Игра на позицији везног играча.

## Успеси
Аргентина
- Копа Америка (1) :  2021,[5]

Појединачни
- Најбољи везни играч Прве лиге Аргентине: 2018/19.[6]
- Идеални тим Прве лиге Аргентине: 2018/19.[6]